# Paul Alexiu
Paul Alexiu, romunski general, * 1893, † 1963.